# Drillia clionellaeformis
Drillia clionellaeformis é uma espécie de gastrópode do gênero Drillia, pertencente a família Drilliidae.